# Обчина-Урсулуй
Обчина-Урсулуй, Обчина (рум. Obcina Ursului) — село у повіті Сучава в Румунії. Входить до складу комуни Фунду-Молдовей.
Село розташоване на відстані 354 км на північ від Бухареста, 74 км на захід від Сучави.

## Населення
За даними перепису населення 2002 року у селі проживали 50 осіб, усі — румуни. Усі жителі села рідною мовою назвали румунську.